# De wever (volksverhaal)
De Wever is een volksverhaal uit India.

## Het verhaal
Bihar, een arme wever spaart voor een buffel, hij wil boter, lassi en dikke melk. Hij praat met zijn vrouw over het plan en ze wil boter en yoghurt naar haar ouders sturen. De wever zegt dat hij het dier niet koopt voor de ouders van zijn vrouw en slaat haar. De vrouw huilt en gaat naar haar vader, de wever gaat haar achterna. Bij het huis van zijn schoonvader wordt Bihar door zijn zwager ontvangen. De slager rammelt de wever af, omdat hij met zijn buffel het hek heeft stukgemaakt en de oogst is stukgetrapt. De wever vraagt hoe een buffel die hij nog niet heeft gekocht, iets stukgemaakt kan hebben. De zwager vraagt dan hoe zijn zus boter en yoghurt naar haar ouders kan sturen als er geen buffel is gekocht. De wever ziet zijn fout in en biedt zijn excuses aan. Bihar neemt zijn vrouw mee naar huis en ze leven gelukkig, hij stopte met dagdromen.

## Achtergronden
Het verhaal komt uit Bihar.